# Agulla Argarot
L'Agulla Argarot és un cim de 3.034 m d'altitud, amb una prominència de 44 m, que es troba a la Cresta de Llosàs, al massís de la Maladeta, província d'Osca (Aragó).